# Linea principale Kagoshima

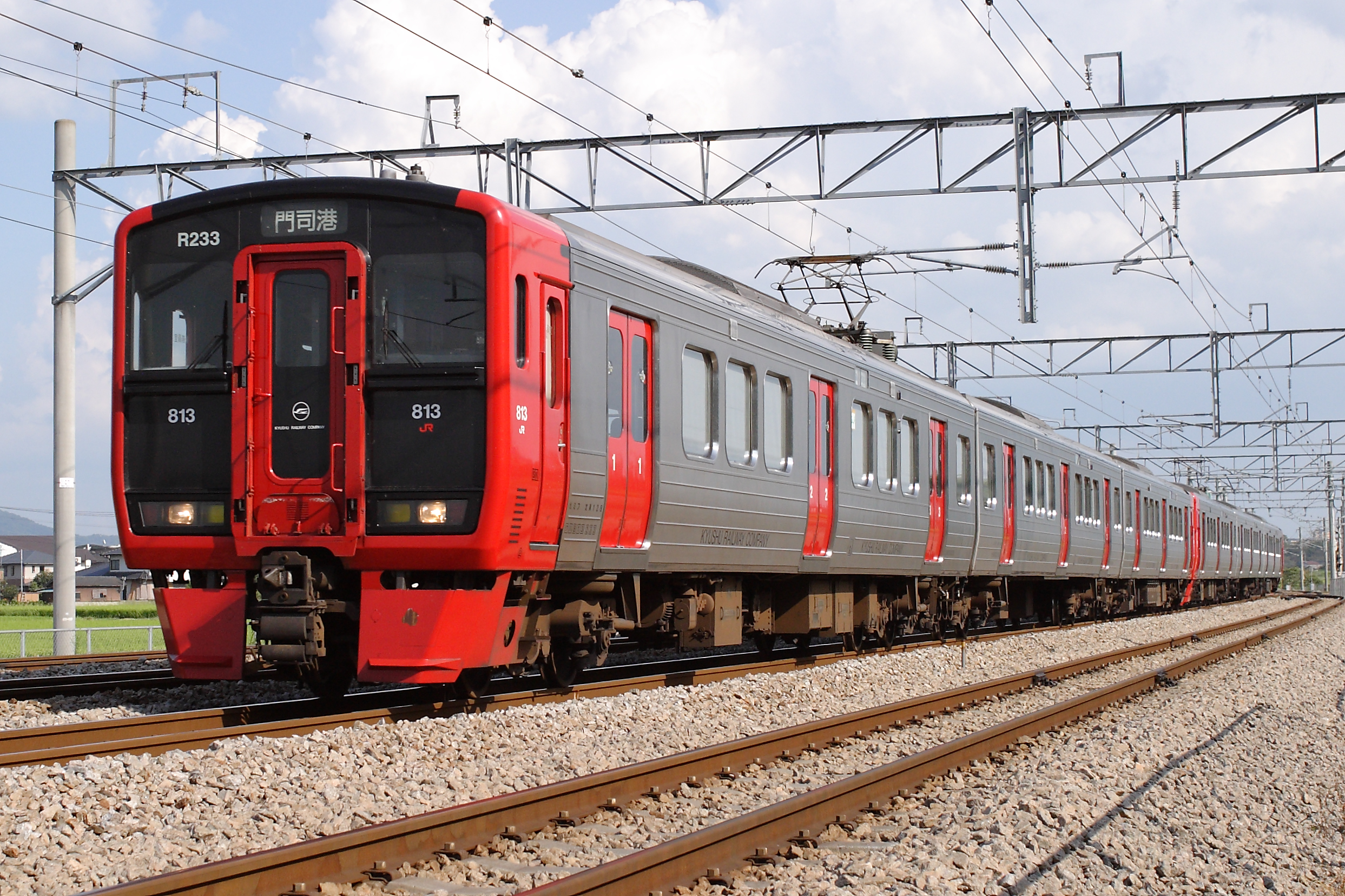
Un treno della serie 813 per i servizi suburbani

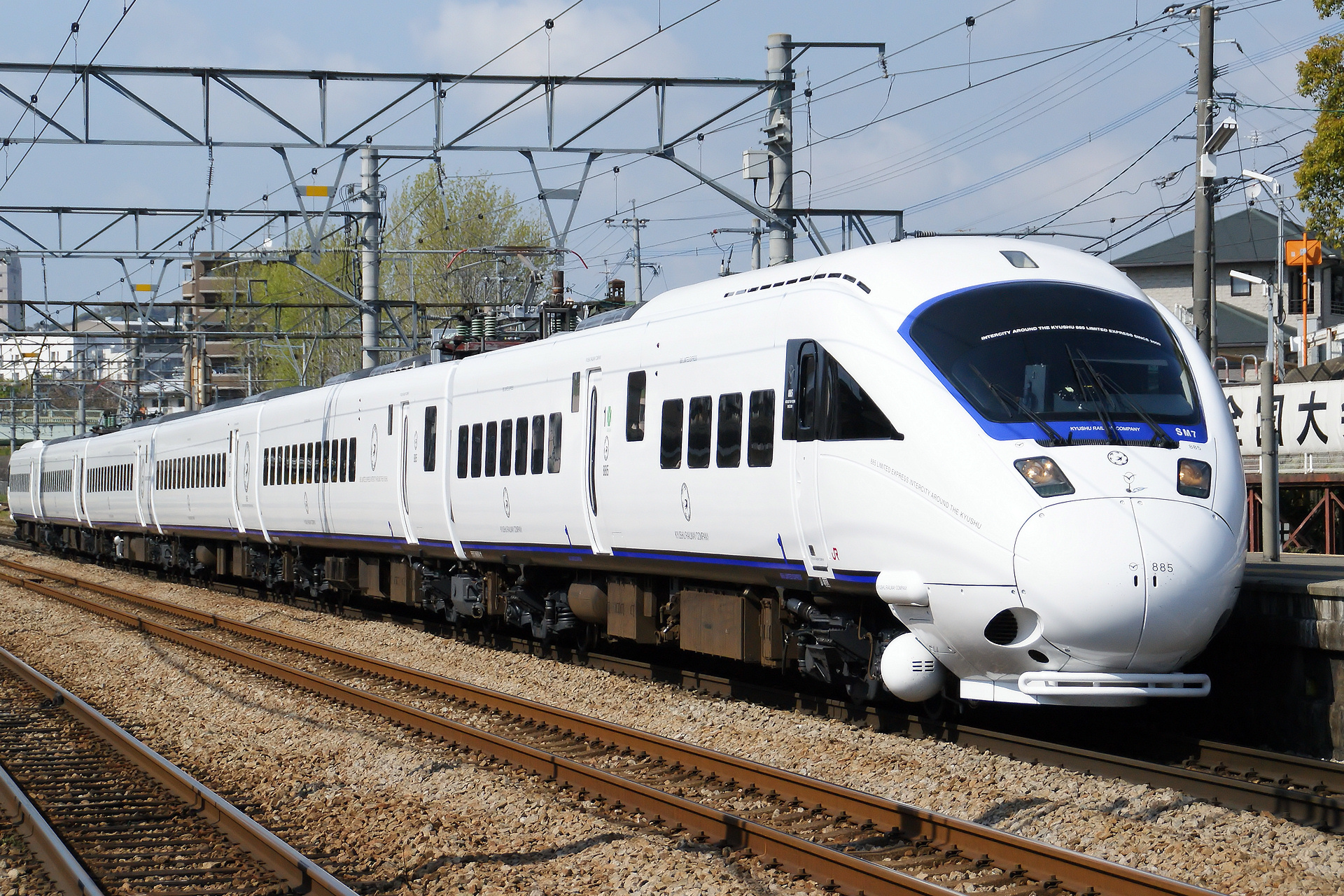
L'espresso limitato "Sonic" per i servizi a lunga distanza fuori dalla linea Shinkansen

La linea principale Kagoshima (鹿児島本線?, Kagoshima-honsen) è la principale linea ferroviaria dell'isola del Kyūshū, in Giappone, gestita dalla JR Kyushu, e funge da spina dorsale per i collegamenti nord-sud lungo la parte occidentale dell'isola, in particolare unendo le città di Kitakyūshū, Fukuoka, Kumamoto e Kagoshima. Fino al 13 marzo 2004 la lunghezza della linea era di 393 km, tuttavia con l'apertura del Kyūshū Shinkansen parte della ferrovia è stata slegata dalla gestione della JR Kyushu e affidata a una compagnia di terza categoria, la Ferrovia arancio Hisatsu, che di fatto separa le due sezioni della linea principale Kagoshima attualmente gestiti dalla JR Kyushu.
La parte settentrionale della linea, fra Mojikō e Orio, fa parte dell'area metropolitana Fukuoka-Kitakyushu ed è quindi prevalentemente sfruttata per servizi ferroviari metropolitani ad altra frequenza.

## Caratteristiche
- Operatori e distanze: 285,3 km totali
  -  JR Kyushu e  JR Freight
    - Mojikō - Yatsushiro: 232,3 km
    - Sendai - Kagoshima: 49,3 km

  -  JR Freight
    - Kashii - Terminal merci di Fukuoka: 3,7 km
- Scartamento: 1067 mm
- Numero di stazioni: 101
  - Per servizio viaggiatori: 95
  - Per traffico merci: 6
- Sistema di blocco:
  - ATS DK (Kokura - Hakata)
  - ATS SK (Mojikō - Kokura, Hakata - Yatsushiro e Sendai - Kagoshima)
- Binari:
  - Quadruplicamento: Moji - Orio
  - Doppio binario: Mojikō - Moji, Kibajaya - Kushikino, Higashi-Ichiki - Kagoshima
- Elettrificazione: 20 kV corrente alternata 60 Hz
- Velocità massime:
  - Kokura - Tosu: 130 km/h
  - Tutto il resto della linea: 100 km/h

## Servizi
Sulla linea corrono diversi tipi di treni: dai suburbani per il traffico pendolare dell'area metropolitana Fukuoka-Kitakyushu, agli espressi limitati per la media e lunga percorrenza, ai treni regionali locali delle aree rurali.

### Espressi limitati
Sulla linea sono presenti i seguenti treni a media e lunga percorrenza:
- Ariake: Yoshizuka/Hakata - Kumamoto
- Sonic/Nichirin: Kokura - Hakata
- Kirameki: Mojikō/Kokura - Hakata
- Kaiō: Yoshizuka - Hakata
- Kamome: Hakata - Tosu
- Midori: Hakata - Tosu
- Huis Ten Bosch: Hakata - Tosu
- Yufu/Yufuin no mori: Hakata - Kurume
- Kyūshū Ōdan Tokkyū: Kumamoto - Yatsushiro
- Kumagawa: Kumamoto - Yatsushiro
- Sendai Express: Sendai - Kagoshimachūō

### Area metropolitana di Fukuoka-Kitakyushu
Fra Mojikō e Arao, sono presenti diversi servizi locali, rapidi e semirapidi.
Fra Kokura e Shimonoseki ci sono generalmente 3 treni all'ora che passando per il tunnel di Kanmon uniscono il Kyushu con lo Honshū. In questo tratto l'elettrificazione è a corrente continua, e vengono quindi utilizzati degli elettrotreni politensione. Di seguito la lista delle tipologie di treni:
Locale (普通?, futsū)
Disponibile tutto il giorno, con una frequenza di circa un treno ogni 30 minuti, effettua tutte le fermate
Semirapido (準快速?, jun-kaisoku)
Disponibile nelle ore di punta della mattina e della sera, ferma in tutte le stazioni fra Orio e Akama, e sul resto del percorso quasi le stesse fermate del rapido
Rapido (快速?, kaisoku)
Disponibile tutto il giorno con una frequenza di circa un treno ogni 30 minuti

### Sezione Arao - Yatsushiro
Fra Arao e Kumamoto sono disponibili treni locali e rapidi, come il Kumamoto Liner (ferma in tutte le stazioni fra Kumamoto e Yatsushiro). La mattina e la sera sono presenti anche treni diretti fino ad Hakata, mentre durante il giorno i treni locali arrivano fino alla stazione di Tosu.
Fra Kumamoto e Yatsushiro, oltre ai treni locali e il Kumamoto Liner, opera anche il Super Orange, che non effettua fermate intermedie fra le due città e prosegue quindi sulla Ferrovia arancio Hisatsu.

### Sezione Sendai - Kagoshima
Su questa sezione circolano treni locali che fermano in tutte le stazioni, e il rapido Ocean Liner Satsuma con le fermate intermedie di Kushikino e Ijūin.

## Stazioni

### Sezione Mojikō - Arao
- L'area urbana delle città di Kitakyushu e Fukuoka è indicata rispettivamente dalle icone  e
- Fermate
  - Locale: ferma in tutte le stazioni
  - Semirapido/Rapido: fermano in tutte le stazioni indicate da "●"; fermano alcuni treni nelle stazioni indicate da "▲"; non fermano nelle stazioni indicate da:｜

| Stazione                  | Giapponese           | Distanza interst. | Distanza totale | S  | R  | Collegamenti | Posizione        | Posizione     | Posizione     |
| ------------------------- | -------------------- | ----------------- | --------------- | -- | -- | --- | ---------------- | ------------- | ------------- |
| Mojikō                    | 門司港               | -                 | 0.0             | ●  | ●  | Linea Mojikō Retro Kankō | Moji-ku          | Kitakyūshū    | Fukuoka       |
| Komorie                   | 小森江               | 4.0               | 4.0             | ●  | ●  | | Moji-ku          | Kitakyūshū    | Fukuoka       |
| Moji                      | 門司駅               | 1.5               | 5.5             | ●  | ●  | Linea principale San'yō | Moji-ku          | Kitakyūshū    | Fukuoka       |
| Scalo merci di Kitakyūshū | 北九州貨物ターミナル | 1.4               | 6.9             | ｜ | ｜ | | Moji-ku          | Kitakyūshū    | Fukuoka       |
| Higashi-Kokura (merci)    | 東小倉               | 2.5               | 9.4             | ｜ | ｜ | | Kokurakita-ku    | Kitakyūshū    | Fukuoka       |
| Kokura                    | 小倉                 | 1.6               | 11.0            | ●  | ●  | Linea principale Nippō Linea Hitahikosan Sanyō Shinkansen Monorotaia di Kitakyūshū                                           | Kokurakita-ku    | Kitakyūshū    | Fukuoka       |
| Semaforo di Murasakigawa  | 紫川信号場           | -                 | -               | ｜ | ｜ | | Kokurakita-ku    | Kitakyūshū    | Fukuoka       |
| Nishi-Kokura              | 西小倉               | 0.8               | 11.8            | ●  | ●  | Linea Nippō Linea Hitahikosan                                                                                                | Kokurakita-ku    | Kitakyūshū    | Fukuoka       |
| Hama-Kokura (merci)       | 浜小倉               | 1.6               | 13.4            | ｜ | ｜ | | Kokurakita-ku    | Kitakyūshū    | Fukuoka       |
| Kyūshū Kōdaimae           | 九州工大前           | 1.9               | 15.3            | ｜ | ｜ | | Tobata-ku        | Kitakyūshū    | Fukuoka       |
| Tobata                    | 戸畑                 | 1.9               | 17.2            | ●  | ●  | | Tobata-ku        | Kitakyūshū    | Fukuoka       |
| Edamitsu                  | 枝光                 | 2.8               | 20.0            | ｜ | ｜ | | Yahatahigashi-ku | Kitakyūshū    | Fukuoka       |
| Space World               | スペースワールド     | 1.1               | 21.1            | ▲  | ▲  | | Yahatahigashi-ku | Kitakyūshū    | Fukuoka       |
| Yawata                    | 八幡                 | 1.1               | 22.2            | ●  | ●  | | Yahatahigashi-ku | Kitakyūshū    | Fukuoka       |
| Kurosaki                  | 黒崎◆                | 2.7               | 24.9            | ●  | ●  | Ferrovia Chikuhō | Yahatanishi-ku   | Kitakyūshū    | Fukuoka       |
| Semaforo di Higashi-Orio  | 東折尾信号場         | -                 | 26.8            | ｜ | ｜ | | Yahatanishi-ku   | Kitakyūshū    | Fukuoka       |
| Jinnoharu                 | 陣原                 | 2.2               | 27.1            | ｜ | ｜ | | Yahatanishi-ku   | Kitakyūshū    | Fukuoka       |
| Orio                      | 折尾                 | 3.0               | 30.1            | ●  | ●  | Linea principale Chikuhō（linea Fukuhoku Yutaka 〈servizi diretti su Kurosaki/Kokura〉 e linea Wakamatsu）                   | Yahatanishi-ku   | Kitakyūshū    | Fukuoka       |
| Mizumaki                  | 水巻                 | 2.1               | 32.2            | ●  | ｜ | | Mizumaki         | Onga          | Fukuoka       |
| Ongagawa                  | 遠賀川               | 2.1               | 34.3            | ●  | ｜ | | Onga             | Onga          | Fukuoka       |
| Ebitsu                    | 海老津               | 5.1               | 39.4            | ●  | ▲  | | Okagaki          | Onga          | Fukuoka       |
| Kyōikudaimae              | 教育大前             | 5.2               | 44.6            | ●  | ｜ | | Munakata         | Munakata      | Fukuoka       |
| Akama                     | 赤間                 | 1.9               | 46.5            | ●  | ●  | | Munakata         | Munakata      | Fukuoka       |
| Tōgō                      | 東郷                 | 4.2               | 50.7            | ●  | ●  | | Munakata         | Munakata      | Fukuoka       |
| Higashi-Fukuma            | 東福間               | 3.2               | 53.9            | ｜ | ｜ | | Fukutsu          | Fukutsu       | Fukuoka       |
| Fukuma                    | 福間                 | 2.7               | 56.6            | ●  | ●  | | Fukutsu          | Fukutsu       | Fukuoka       |
| Chidori                   | 千鳥                 | 1.9               | 58.5            | ｜ | ｜ | | Koga             | Koga          | Fukuoka       |
| Koga                      | 古賀                 | 2.1               | 60.6            | ●  | ●  | | Koga             | Koga          | Fukuoka       |
| Shishibu                  | ししぶ               | 1.4               | 62.0            | ｜ | ｜ | | Koga             | Koga          | Fukuoka       |
| Shingū-Chūō               | 新宮中央             | 1.7               | 63.7            | ｜ | ｜ | | Shingū Kasuya    | Shingū Kasuya | Fukuoka       |
| Fukkōdaimae               | 福工大前             | 1.4               | 65.1            | ●  | ●  | | Higashi-ku       | Fukuoka       | Fukuoka       |
| Kyūsandaimae              | 九産大前             | 3.0               | 68.1            | ｜ | ｜ | | Higashi-ku       | Fukuoka       | Fukuoka       |
| Kashii                    | 香椎                 | 1.7               | 69.8            | ●  | ●  | Linea Kashii | Higashi-ku       | Fukuoka       | Fukuoka       |
| Chihaya                   | 千早                 | 1.2               | 71.0            | ●  | ●  | Linea Nishitetsu Kaizuka (Nishitetsu Chihaya)                                                                                | Higashi-ku       | Fukuoka       | Fukuoka       |
| Scalo di Chihaya          | 千早操車場           | -                 | 71.3            | ｜ | ｜ | Linea merci Hakata Rinkō | Higashi-ku       | Fukuoka       | Fukuoka       |
| Hakozaki                  | 箱崎                 | 4.0               | 75.0            | ｜ | ｜ | | Higashi-ku       | Fukuoka       | Fukuoka       |
| Yoshizuka                 | 吉塚                 | 1.4               | 76.4            | ●  | ●  | Linea Sasaguri（linea Fukuhoku Yutaka                                                                                        | Hakata-ku        | Fukuoka       | Fukuoka       |
| Hakata                    | 博多                 | 1.8               | 78.2            | ●  | ●  | ■ Linea Fukuhoku-Yutaka ■ Linea principale Kagoshima ■ Kyūshū Shinkansen ■ Sanyō Shinkansen ■ Linea Hakata-Minami Linea Kūkō | Hakata-ku        | Fukuoka       | Fukuoka       |
| Takeshita                 | 竹下                 | 2.7               | 80.9            | ▲  | ▲  | | Hakata-ku        | Fukuoka       | Fukuoka       |
| Sasabaru                  | 笹原                 | 2.4               | 83.3            | ▲  | ▲  | | Minami-ku        | Fukuoka       | Fukuoka       |
| Minami-Fukuoka            | 南福岡               | 1.6               | 84.9            | ●  | ●  | | Hakata-ku        | Fukuoka       | Fukuoka       |
| Kasuga                    | 春日                 | 1.2               | 86.1            | ｜ | ｜ | | Kasuga           | Kasuga        | Fukuoka       |
| Ōnojō                     | 大野城               | 1.3               | 87.4            | ●  | ●  | | Ōnojō            | Ōnojō         | Fukuoka       |
| Mizuki                    | 水城                 | 1.4               | 88.8            | ｜ | ｜ | | Ōnojō            | Ōnojō         | Fukuoka       |
| Semaforo di Dazaifu       | 太宰府信号場         | -                 | 90.0            | ｜ | ｜ | | Dazaifu          | Dazaifu       | Fukuoka       |
| Tofurōminami              | 都府楼南             | 2.2               | 91.0            | ｜ | ｜ | | Dazaifu          | Dazaifu       | Fukuoka       |
| Futsukaichi               | 二日市               | 1.4               | 92.4            | ●  | ●  | | Chikushino       | Chikushino    | Fukuoka       |
| Tenpaizan                 | 天拝山               | 1.9               | 94.3            | ｜ | ｜ | | Chikushino       | Chikushino    | Fukuoka       |
| Haruda                    | 原田                 | 3.6               | 97.9            | ●  | ●  | Linea principale Chikuhō | Chikushino       | Chikushino    | Fukuoka       |
| Keyakidai                 | けやき台             | 2.0               | 99.9            | ｜ | ｜ | | Kiyama Miyaki    | Kiyama Miyaki | Saga          |
| Kiyama                    | 基山                 | 1.5               | 101.4           | ●  | ●  | Ferrovia di Amagi | Kiyama Miyaki    | Kiyama Miyaki | Saga          |
| Yayoigaoka                | 弥生が丘             | 2.1               | 103.5           | ｜ | ｜ | | Tosu             | Tosu          | Saga          |
| Tashiro                   | 田代                 | 2.1               | 105.6           | ｜ | ｜ | | Tosu             | Tosu          | Saga          |
| Scalo merci di Tosu       | 鳥栖貨物ターミナル   | 2.1               | 105.6           | ｜ | ｜ | | Tosu             | Tosu          | Saga          |
| Tosu                      | 鳥栖                 | 1.2               | 106.8           | ●  | ●  | Linea principale Nagasaki | Tosu             | Tosu          | Saga          |
| Hizen-Asahi               | 肥前旭               | 3.6               | 110.4           | ｜ | ｜ | | Tosu             | Tosu          | Saga          |
| Kurume                    | 久留米               | 3.5               | 113.9           | ●  | ●  | Kyūshū Shinkansen Linea principale Kyūdai (linea Yufu-Kōgen)                                                                 | Kurume           | Kurume        | Fukuoka       |
| Araki                     | 荒木                 | 4.9               | 118.8           | ●  | ●  | | Kurume           | Kurume        | Fukuoka       |
| Nishimuta                 | 西牟田               | 3.8               | 122.6           | ｜ | ｜ | | Chikugo          | Chikugo       | Fukuoka       |
| Hainuzuka                 | 羽犬塚               | 3.5               | 126.1           | ●  | ●  | | Chikugo          | Chikugo       | Fukuoka       |
| Chikugo-Funagoya          | 筑後船小屋           | 3.6               | 129.7           | ●  | ●  | Kyūshū Shinkansen | Chikugo          | Chikugo       | Fukuoka       |
| Setaka                    | 瀬高                 | 2.5               | 132.2           | ●  | ●  | | Miyama           | Miyama        | Fukuoka       |
| Minami-Setaka             | 南瀬高               | 3.0               | 135.2           | ｜ | ｜ | | Miyama           | Miyama        | Fukuoka       |
| Wataze                    | 渡瀬                 | 3.9               | 139.1           | ｜ | ｜ | | Miyama           | Miyama        | Fukuoka       |
| Yoshino                   | 吉野                 | 2.8               | 141.9           | ｜ | ｜ | | Ōmuta            | Ōmuta         | Fukuoka       |
| Ginsui                    | 銀水                 | 2.4               | 144.3           | ｜ | ｜ | | Ōmuta            | Ōmuta         | Fukuoka       |
| Ōmuta                     | 大牟田◆■             | 3.2               | 147.5           | ●  | ●  | Linea Nishitetsu Tenjin-Ōmuta                                                                                                | Ōmuta            | Ōmuta         | Fukuoka       |
| Arao                      | 荒尾                 | 4.1               | 151.6           | ●  | ●  | Linea principale Kagoshima (per Kumamoto)                                                                                    | Arao Kumamoto    | Arao Kumamoto | Arao Kumamoto |

### Sezione Arao - Yatsushiro
- Fermate
  - Locale: ferma in tutte le stazioni
  - Semirapido/Rapido: fermano in tutte le stazioni indicate da "●"; fermano alcuni treni nelle stazioni indicate da "▲"; non fermano nelle stazioni indicate da:｜
- Tutta la linea è a doppio binario
- Tutta questa sezione è all'interno della prefettura di Kumamoto

| Stazione                | Giapponese | Distanza interst. | Distanza da Mojikō | KL | SO | Collegamenti                                                                            | Posizione      | Posizione      |
| ----------------------- | ---------- | ----------------- | ------------------ | -- | -- | --------------------------------------------------------------------------------------- | -------------- | -------------- |
| Arao                    | 荒尾       | -                 | 151.6              | ●  |    | Linea principale Kagoshima (per Hakata)                                                 | Arao           | Arao           |
| Minami-Arao             | 南荒尾     | 3.2               | 154.8              | ｜ |    |                                                                                         | Arao           | Arao           |
| Nagasu                  | 長洲       | 4.6               | 159.4              | ●  |    |                                                                                         | Nagasu Tamana  | Nagasu Tamana  |
| Ōnoshimo                | 大野下     | 4.7               | 164.1              | ｜ |    |                                                                                         | Tamana         | Tamana         |
| Tamana                  | 玉名       | 4.5               | 168.6              | ●  |    |                                                                                         | Tamana         | Tamana         |
| Higo-Ikura              | 肥後伊倉   | 4.2               | 172.8              | ｜ |    |                                                                                         | Tamana         | Tamana         |
| Konoha                  | 木葉       | 3.9               | 176.7              | ●  |    |                                                                                         | Gyokutō Tamana | Gyokutō Tamana |
| Tabaruzaka              | 田原坂     | 3.5               | 180.2              | ｜ |    |                                                                                         | Kita-ku        | Kumamoto       |
| Ueki                    | 植木       | 4.4               | 184.6              | ●  |    |                                                                                         | Kita-ku        | Kumamoto       |
| Nishisato               | 西里       | 4.2               | 188.8              | ｜ |    |                                                                                         | Kita-ku        | Kumamoto       |
| Sōjōdaigakumae          | 崇城大学前 | 2.9               | 191.7              | ●  |    |                                                                                         | Nishi-ku       | Kumamoto       |
| Kamikumamoto            | 上熊本     | 1.6               | 193.3              | ●  |    | Ferrovia di Kumamoto linea Kikuchi Linea Kamikumamoto (tram)                            | Nishi-ku       | Kumamoto       |
| Kumamoto                | 熊本       | 3.3               | 196.6              | ●  | ●  | Kyūshū Shinkansen Linea principale Hōhi（linea Aso Kōgen） Linee Tasaki e Tronco (tram) | Nishi-ku       | Kumamoto       |
| Scalo merci di Kumamoto | 熊本貨物駅 | 1.3               | 197.9              | ｜ | ｜ |                                                                                         | Nishi-ku       | Kumamoto       |
| Kawashiri               | 川尻       | 4.0               | 201.9              | ●  | ｜ |                                                                                         | Minami-ku      | Kumamoto       |
| Tomiai                  | 富合       | 3.4               | 205.3              | ●  | ｜ |                                                                                         | Minami-ku      | Kumamoto       |
| Uto                     | 宇土       | 2.2               | 207.5              | ●  | ｜ | Linea Misumi                                                                            | Uto            | Uto            |
| Matsubase               | 松橋       | 4.8               | 212.3              | ●  | ｜ |                                                                                         | Uki            | Uki            |
| Ogawa                   | 小川       | 6.2               | 218.5              | ●  | ｜ |                                                                                         | Uki            | Uki            |
| Arisa                   | 有佐       | 5.0               | 223.5              | ●  | ｜ |                                                                                         | Yatsushiro     | Yatsushiro     |
| Senchō                  | 千丁       | 4.1               | 227.6              | ●  | ｜ |                                                                                         | Yatsushiro     | Yatsushiro     |
| Shin-Yatsushiro         | 新八代     | 1.9               | 229.5              | ●  | ｜ | Kyūshū Shinkansen                                                                       | Yatsushiro     | Yatsushiro     |
| Yatsushiro              | 八代       | 2.8               | 232.3              | ●  | ●  | Linea Hisatsu（linea Ebino Kōgen） Ferrovia arancio Hisatsu                             | Yatsushiro     | Yatsushiro     |

#### Sezione Sendai - Kagoshima
- Fermate
  - Locale: ferma in tutte le stazioni
  - Rapido: ferma in tutte le stazioni indicate da "●"; fermano alcuni treni nelle stazioni indicate da "▲"; non fermano nelle stazioni indicate da:｜
- Tutte le stazioni di questa sezione si trovano nella prefettura di Kagoshima

| Stazione                 | Giapponese           | Distanza interst. | Distanza totale | Distanza da Mojikō | R  | Collegamenti                                                                      | Binari | Posizione       |
| ------------------------ | -------------------- | ----------------- | --------------- | ------------------ | -- | --------------------------------------------------------------------------------- | ------ | --------------- |
| Sendai                   | 川内                 | -                 | 0.0             | 349.2              | ●  | Kyushu Shinkansen Ferrovia arancio Satsuma                                        | ◇      | Satsumasendai   |
| Kumanojō                 | 隈之城               | 2.6               | 2.6             | 351.8              | ｜ |                                                                                   | ◇      | Satsumasendai   |
| Kobanchaya               | 木場茶屋             | 3.1               | 5.7             | 354.9              | ｜ |                                                                                   | ∧      | Satsumasendai   |
| Kushikino                | 串木野               | 6.3               | 12.0            | 361.2              | ●  |                                                                                   | ∨      | Ichikikushikino |
| Kamimuragakuenmae        | 神村学園前           | 2.2               | 14.2            | -                  | ｜ |                                                                                   | ｜     | Ichikikushikino |
| Ichiki                   | 市来                 | 2.4               | 16.6            | 365.8              | ｜ |                                                                                   | ◇      | Ichikikushikino |
| Yunomoto                 | 湯之元               | 3.8               | 20.4            | 369.6              | ｜ |                                                                                   | ◇      | Hioki           |
| Higashi-Ichiki           | 東市来               | 2.5               | 22.9            | 372.1              | ｜ |                                                                                   | ∧      | Hioki           |
| Ijūin                    | 伊集院               | 5.9               | 28.8            | 378.0              | ●  |                                                                                   | ∥      | Hioki           |
| Satsuma Matsumoto        | 薩摩松元             | 5.3               | 34.1            | 383.3              | ｜ |                                                                                   | ∥      | Kagoshima       |
| Kami-Ijūin               | 上伊集院             | 2.4               | 36.5            | 385.7              | ｜ |                                                                                   | ∥      | Kagoshima       |
| Hiroki                   | 広木                 | 5.0               | 41.5            | -                  | ｜ |                                                                                   | ∥      | Kagoshima       |
| Kagoshima-Chūō           | 鹿児島中央           | 4.6               | 46.1            | 395.3              | ●  | Kyushu Shinkansen Linea Ibusuki Makurazaki Tram di Kagoshima：Linea 2・Linea Toso | ∥      | Kagoshima       |
| Kagoshima                | 鹿児島               | 3.2               | 49.3            | 398.5              |    | Linea Nippō principale Tram di Kagoshima: Linea 1                                 | ∨      | Kagoshima       |
| Scalo merci di Kagoshima | 鹿児島貨物ターミナル | 3.2               | 49.3            | 398.5              |    |                                                                                   |        | Kagoshima       |